# Cecilia Tait
Cecilia Roxana Tait Villacorta (ur. 2 maja 1962 w Limie) – peruwiańska siatkarka. Srebrna medalistka olimpijska z Seulu.
Brała udział w trzech igrzyskach (IO 80, IO 84, IO 88). W 1988 Peruwianki w finale uległy reprezentacji Związku Radzieckiego. Czarnoskóra Tait w turnieju wystąpiła w pięciu spotkaniach. Cztery lata wcześniej, na igrzyskach w Los Angeles również zagrała w pięciu meczach (czwarte miejsce). W 1982 była srebrną, a w 1986 brązową medalistką mistrzostw świata. Ma w dorobku tytuły mistrzyni Ameryki Południowej oraz medale igrzysk panamerykańskich (srebro w 1979 i 1987, brąz w 1983). W 2005 została przyjęta do Volleyball Hall of Fame. Grała we Włoszech, Brazylii i Japonii.
W latach 2011–2016 zasiadała w peruwiańskim Kongresie z ramienia Perú Posible. Wcześniej należała do niego w latach 2000–2006.